# Caschetto (alpinismo)

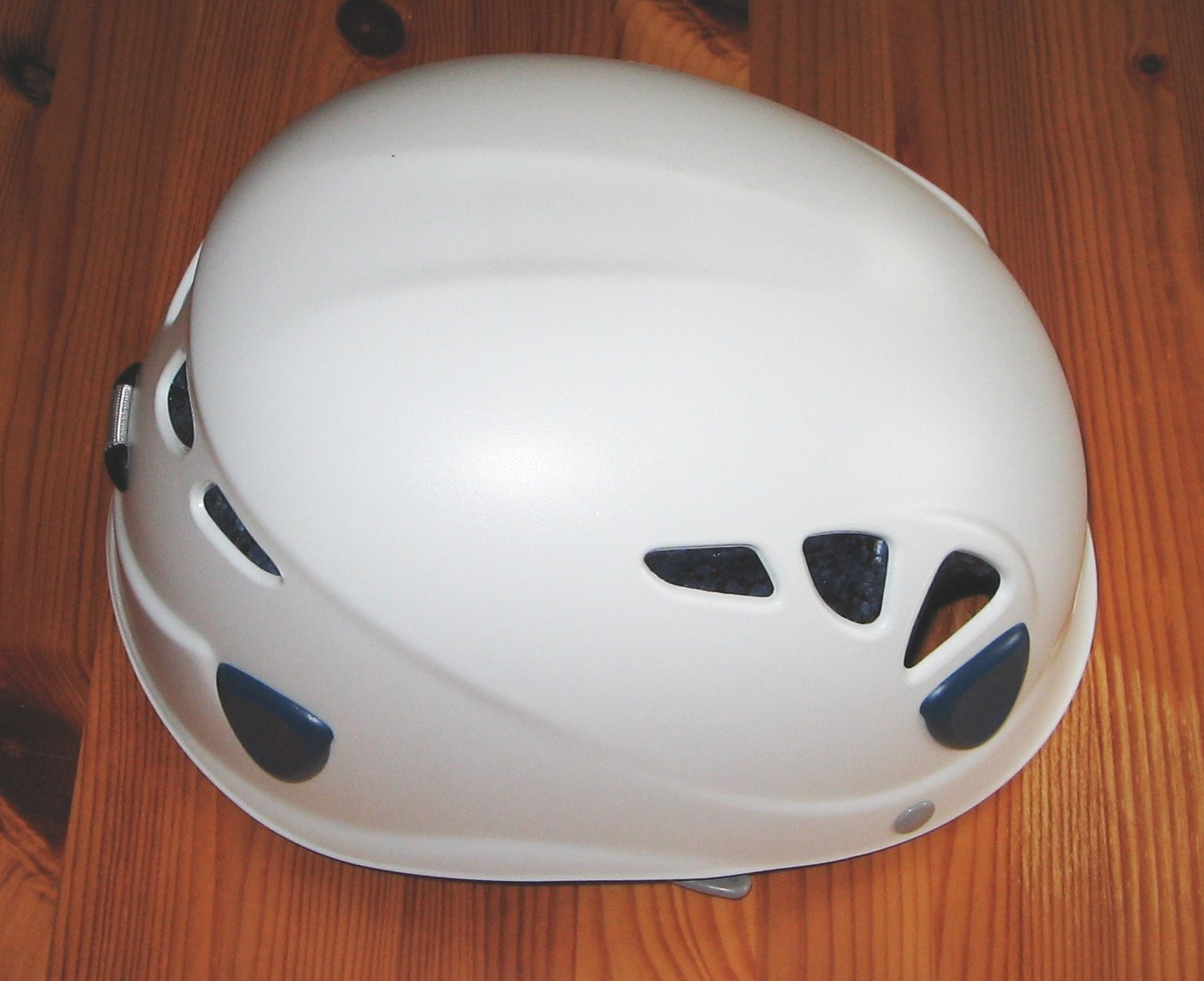
Un caschetto per l'alpinismo

Il caschetto è un sistema di protezione della testa utilizzato in alpinismo e nell'arrampicata. Solitamente è costituito da un involucro esterno di plastica leggera e morbida (serve solo come "contenitore", e non costituisce da sé una protezione), un'anima di polistirolo che costituisce la protezione vera e propria, vari spessori di gommapiuma per rendere il caschetto più comodo in testa, ed un sistema di chiusura a sottogola. Alcuni modelli hanno il guscio esterno in fibra di vetro o fibra di carbonio.

## Utilizzo

### Utilizzo in alpinismo e arrampicata
Il caschetto in alpinismo e arrampicata serve per proteggere la testa da cadute di sassi, che possono essersi staccati da soli, fatti cadere dalle capre o altri animali che solitamente si trovano in montagna, o fatti precipitare accidentalmente dal compagno che precede.
L'uso del caschetto si rivela molto utile anche nel caso in cui il primo di cordata scivoli e si trovi a precipitare per alcuni metri, prima che la corda di sicurezza faccia il suo effetto. Infatti in questa caduta può capitare che il primo di cordata batta la testa contro uno spuntone di roccia: nel caso in cui non avesse il caschetto rischierebbe perfino la vita, con il caschetto invece i danni non si possono dire azzerati, ma sicuramente molto limitati.
Invece può far molto poco in caso di grandi cadute. In questo caso il corpo umano acquisterebbe una grossa velocità: anche se la testa non venisse interessata, la caduta andrebbe a danneggiare altre parti del corpo.
Ci sono anche alcuni modelli di caschetto predisposti al fissaggio di una lampada frontale per lavorare avendo entrambe le mani libere.

### Utilizzo in speleologia
Nell'uso speleologico il caschetto, oltre alle funzioni tipiche dell'uso arrampicatorio e alpinistico, deve assolvere ad altre funzioni:
- proteggere il capo dello speleologo dai piccoli impatti continui che si hanno nella progressione in grotta
- sorreggere l'impianti di illuminazione, oggigiorno costituito generalmente da due lampade frontali elettriche (in passato si utilizzavano lampade ad acetilene, ormai in disuso per la pericolosità della vicinanza di una fiamma alle corde, nonché per i fumi rilasciati ed il loro impatto sull'ambiente ipogeo)

Per tutto il resto (impiego, verifiche, manutenzione etc.) un caschetto da speleologia non si discosta da un caschetto per arrampicata e alpinismo.

## Modalità d'impiego
All'atto di indossare il caschetto è opportuno eseguire le seguenti verifiche:
- Assicurarsi che il casco aderisca perfettamente alla testa. Per fare ciò bisogna controllare che non si sposti nelle quattro direzioni, ma che sia ben fermo senza per questo dover per forza stringere troppo la testa. Indossare il caschetto deve essere comodo e non limitare le capacità dell'utilizzatore.
- Assicurarsi sempre che la cinghia con la chiusura sottogola sia agganciata, e non si apra tirandola con la mano.

## Controlli periodici
Prima e dopo ogni uso bisogna controllare il caschetto, e se possibile tenere un diario con tutte le osservazioni sullo stato di usura del medesimo.
Principalmente bisogna verificare che:
- Il casco non presenti deformazioni o segni di forte usura o di rottura.
- Le parti tessili siano in perfetto stato e non presentino segni di usura, quali sfibramenti o cuciture allentate.
- I sistemi di sicurezza quali la chiusura di sottogola funzionino a dovere, cioè una volta chiusi non si aprano tirandoli, ma che premendo in modo corretto il sistema di sblocco, questo si apra senza difficoltà.

La vita media di un caschetto è di circa 5 anni; se però ha subito forti urti, è opportuno sostituirlo immediatamente.

## Manutenzione
In caso di danno il caschetto non deve essere riparato, ma sostituito.
Le varie precauzioni sono riferite al corretto immagazzinamento, che se fatto correttamente può aumentare la durata del casco.
- Se si intende lavare il caschetto, lo si deve fare con acqua tiepida, usando sapone neutro e avendo l'accortezza di farlo asciugare lontano da fonti di calore o al sole.[8]
- Lubrificare con un olio a base di silicone le parti mobili cercando di evitare di ungere le parti tessili del casco. La lubrificazione deve essere eseguita dopo aver lavato il caschetto e che lo stesso sia completamente asciutto.
- Immagazzinare il caschetto in un luogo lontano dai raggi UV, possibilmente in un luogo in cui il casco non urti con niente che possa diminuire la protezione offerta (tipico esempio: rovesciamento accidentale di un acido per batterie). L'immagazzinamento deve essere effettuato in un luogo asciutto, senza chiudere il casco dentro a una scatola o sacchetto di plastica. Prima di immagazzinare il casco assicurarsi che sia asciutto completamente.[8]

## Certificazioni
La certificazione dei caschetti è regolata dalle seguenti norme:
- Marcatura CE: regolata dalla direttiva 89/686/CEE
- UIAA 106: specifica che il caschetto è sicuro per la montagna e l'arrampicata
- CEN: EN 12492 (rilasciata per la montagna in generale)